# Новый кулак ярости
«Новый кулак ярости» (англ. New Fist of Fury, кит. трад. 新精武門, упр. 新精武门, палл. Синь Цзин У мэнь, буквально: «Новая школа „Цзинъу“») — гонконгский фильм с боевыми искусствами 1976 года, продолжение фильма «Кулак ярости». Режиссёром картины выступил Ло Вэй, который также выполнил обязанности продюсера и написал сценарий в соавторстве с Пань Лэем. Главные роли исполнили Джеки Чан, Нора Мяо и Чэнь Син. Нора Мяо и Ло Вэй вновь сыграли свои роли из предыдущего фильма.
«Новый кулак ярости» стал первым фильмом с участием Джеки Чана, начиная с которого актёр стал указываться в титрах под китайским именем, Син Лун, что приблизительно означает «успешный дракон».
Действие фильма разворачивается после событий «Кулака ярости». Героиня Норы Мяо отправляется на Тайвань, где японские оккупанты поставили одной из своих задач установление контроля над всеми школами боевых искусств, и она находит лидера сопротивления в лице героя Джеки Чана, который поначалу не желает иметь дел с боевыми искусствами. Мотивированный местью, персонаж Чана приходит ей на помощь и прокладывает путь к успеху в борьбе с японскими бойцами.

## Сюжет
После смерти Чэнь Чжэня школа боевых искусств «Цзинъу» была уничтожена японцами. Лишь невесте Чжэня, Мяо Лиэр, и двум ученикам, Маленькому Толстяку и Гао Цзе, удалось спастись.
Лиэр поклялась отомстить, по причине чего её единственным стремлением стало восстановление школы «Цзинъу». Благодаря участию инспектора Лиэр и двое её друзей покинули Шанхай и отправились на Тайвань. Оказавшись на острове, трое гостей прошли портовый пункт пропуска, находившийся под контролем японских военных, главной задачей которых была поимка всех китайских бунтарей. К счастью, троице удалось избежать проблем с японскими оккупантами.
Единственное, чего лишились китайские гости, была шкатулка, украденная воришкой Луном. Полагая, что он украл что-то очень ценной, Лун был счастлив. Но, к его сожалению, в шкатулке было ничто иное, как нунчаки. Это оружие когда-то принадлежало Чэнь Чжэню.
Лиэр отправилась искать своего деда, Сюй Ваньлая, являвшегося знатоком и учителем боевых искусств. Узнав о намерениях своей внучки, Ваньлай предупредил её о бесчинствах японцев на острове, также как и в Шанхае. Старик поначалу выступил против планов Лиэр, но позже сдался из-за её решимости.
На Тайване в то время кроме школы боевых искусств Ваньлая существовало ещё несколько основных школ: «Семь вершин» находилась под управлением китайца; «Солнце» была под контролем китайца-предателя Линь Цзиньгуя; японская школа боевых искусств «Ямато» управлялась Таро Окамурой. Последняя являлась школой боевых искусств лишь официально. На деле её люди подавляли китайцев и отлавливали китайских подпольщиков.
Между тем глава школы боевых искусств «Солнце», зная, что за ним стоят японцы, использовал своё положение и влияние, чтобы принуждать молодых китайцев присоединиться к своей школе. Воришка Лун стал одной из таких жертв. Когда парень отказался стать учеником «Солнца», то был атакован людьми Цзиньгуя. Во время драки Луну пришлось использовать украденное оружие, но из-за нехватки знаний и мастерства, не справился с ним и был сильно избит. Тем не менее Лиэр со своими товарищами спасли парня. Покалеченный Лун был отдан его напарнику Цзинь Шуню, но у того не было средств на оказание необходимого медицинского ухода. Тогда Шуню пришлось обратиться за помощью к матери Луна. Она работала в борделе, и поэтому ей было стыдно раскрыть правду Луну о ней. Всё, что она смогла сделать, так это смотреть на своего сына со слезами на глазах.
Однажды мастер боевых искусств Таро Окамура столкнулся с наёмными убийцами. После успешного устранения угрозы Таро заявил, что к этому причастна школа «Семь вершин». Вследствие этого он со своей дочерью Тиёко, также владеющей боевыми навыками, отправился громить школу. По-прежнему недовольный, Таро пригласил лидеров других школ встретиться и присоединиться к так называемой «большой семье боевых искусств» с намерением взять все школы под свой контроль. Из-за опасений многие школьные лидеры приняли предложение, за исключением Сюй Ваньлая. Таро был в ярости и поклялся разобраться с ним.
Когда Лиэр снова встретила Луна, девушка увидела в нём потенциал и попыталась убедить его заниматься боевыми искусствами. Тем не менее, к разочарованию Лиэр, парень отказался, поскольку был убеждён, что боевые навыки обычно используются только для того, чтобы издеваться над собратьями, как это делала шайка Цзиньгуя.
Наступило празднование дня рождения Сюй Ваньлая, которому исполнилось 80 лет, в честь чего было устроено выступление оперной трупы. Таро принял решение действовать. Вместе со своими приближёнными он пришёл на праздник, где, начав с вежливого поздравления, затем устроил спор с виновником торжества о том, чей национальный герой сильнее. Ваньлай вёл себя вежливо и сдержанно, но когда Таро, сделал через своего ученика дерзкий издевательский по отношению ко всем китайцам вызов, грозя насилием на мирном празднике, смело выступил, заставив японцев отступить, но затем ему стало плохо прямо на сцене, на глазах у всех, и он умер.
Скорбящая Лиэр не смогла это вынести. Она обратилась к товарищам-китайцам за помощью в восстановлении школы «Цзинъу» и призвала их бороться против угнетения. Многие тогда согласились с ней, но вскоре предатель Цзиньгуй и Тиёко совершили визит к бунтарям. Незваные гости разнесли новую школу, оскорбили и унизили китайцев, и всё, что смогли сделать ученики, так это стоять в стороне и со страхом наблюдать за происходящим, поскольку знали, что их боевые навыки не сравнятся с теми, которыми обладали пришлые.
Несмотря на произошедшие неприятности, Лун смог вселить надежду в товарищей — с охапкой палочек для еды парень доказал, что их сила в единстве. Затем, написав кровью иероглифы названия школы у себя на груди, Лун с починенной вывеской школы, разбитой до этого японцами, на плечах направился к Лиэр с просьбой принять его в ученики «Цзинъу». Каждый, включая Лиэр, был тронут. «Цзинъу» была снова открыта и приняла в свои ряды множество последователей, приверженцев общего дела.
С тех пор Лун усердно занимался боевыми искусствами. Лиэр обучала его всему, что узнала сама от Чэнь Чжэня, включая стиль кулачного боя мицзунцюань.
Вскоре Таро Окамура узнал, что новая школа стала пристанищем для китайских патриотов, из-за чего задумал схватить бунтарей. Однако его планы подслушала мать Луна, после чего побежала с новостями к Цзинь Шуню, который передал информацию Лиэр. Планы японца оказались напрасны. Таро не смог добыть ничего ценного в разговоре с Лиэр и другими учениками «Цзинъу».
Таро осознал, что новой «Цзинъу» нельзя пренебрегать. По этой причине он придумал другую схему. Организовав турнир по боевым искусствам среди всех школ боевых искусств округи, японский мастер задумал устранить остальных глав школ-участниц ради установления полного контроля над ними. План начал срабатывать — лидеры китайских школ, не захотевшие принять унизительные условия отказа от своих школ, стали погибать один за другим. Так происходило до тех пор, пока в бой не вступил Лун со своим стилем кулачного боя и не убил хозяина «Ямато». Как бы то ни было, Лиэр и другие последователи «Цзинъу» не долго праздновали победу, поскольку место проведения мероприятия окружили японские военные, вооружённые винтовками. Китайцам ничего не осталось, кроме как пробиваться через окружение и погибать как китайские патриоты.

## Создатели
| Исполнители ролей - Джеки Чан — Лун - Нора Мяо — Мяо Лиэр - Чэнь Син — Таро Окамура, глава школы «Ямато» - И Мин — Сюй Ваньлай, дед Лиэр - Лу Илун — Юань Шицзун - Чжэн Сюсю — Тиёко Окамура - Ло Вэй — инспектор - Хань Инцзе — Хун Гуаньши - Хань Су — Цзинь Шунь - Лю Мин — мать Луна - Чён Кам — Маленький Толстяк - Лу Пин — Линь Цзиньгуй, глава школы «Солнце» - Вэй Лай — сержант Куросава - Вэн Сяоху — ученик Таро - Е Хайцин — ученик Таро - Ши Тингэнь — громила Цзиньгуя - Линь Чжун — головорез Цзиньгуя - Чэнь Чжэнь — телохранитель Таро - Сюнь Саньчхён — телохранитель Таро | Съёмочная группа - Кинокомпания: Lo Wei Motion Picture Co. - Продюсер: Сюй Лихуа - Исполнительный продюсер: Ло Вэй - Режиссёр: Ло Вэй - Ассистент режиссёра: Сюй Сяолун, Чиу Лоусан - Художник: Пхан Вамау - Постановка боёв: Хань Инцзе - Оператор: Чэнь Чжунъюань, Чарли Чэнь, Чань Винсю - Композитор: Фрэнки Чань - Дизайнер по костюмам: Цинь Вэньфу - Гримёр: Кам Ойлань - Монтажёр: Лэй Имхой |